# Gnathophis codoniphorus
Gnathophis codoniphorus és una espècie de peix pertanyent a la família dels còngrids.

## Hàbitat
És un peix marí i demersal que viu entre 300 i 304 m de fondària.

## Distribució geogràfica
Es troba a l'Atlàntic nord-oriental.

## Observacions
És inofensiu per als humans.